# Východočeský průmysl masný, závod 01 masokombinát Březhrad
Východočeský průmysl masný, závod 01 masokombinát Březhrad byla potravinářská firma, jejíž areál se začal budovat v roce 1951. Později byla firma známá jako SALMA Hradec Králové.

## Historie

### Budování podniku
Na jaře 1953 bylo v Březhradě započato se stavbou masného kombinátu v lesíku východně od trati. Měl to být největší masný kombinát v republice a jeho částmi měly být jatky, mrazírna, konzervárna, transformační stanice, garáže, administrativní budova a kafilerie. Následujícího roku byla postavena transformační stanice, mrazírny a vlečka ze stanice Pohřebačka - Opatovice nad Labem. Trafo vybudovaly Elektromontážní závody Praha. K mrazírně patřila rozsáhlá strojovna se speciálními stroji, které vyrobil a instaloval závod ČKD Sokolovo Praha. K masnému kombinátu byla také dobudována asfaltová a betonová silnice.
Výstavba v masokombinátu nadále pokračovala. Roku 1955 v něm bylo zaměstnáno místních 18 mužů a 15 žen. V roce 1956 se pracovalo na stavbě administrativní budovy a vedle ní se stavěla i kotelna a údržbářské dílny. Následujícího roku byla dokončena administrativní budova, v níž byl zahájen provoz a přestěhovány sem kanceláře Masného průmyslu z Hradce Králové. Nastává i doba různých inovací. Skladník J. Edr a strojník V. Slezák přišli s tím, že mražení masa v kartonu není příliš ekonomické a navrhli zamražování v krabici ze sítového pozinkovaného plechu, což přineslo dvoutřetinovou časovou, a tudíž i energetickou úsporu.
Také v roce 1958 se na stavbě masného kombinátu pilně pracovalo. Byla postavena garáž pro lokotraktor, vodárna, údržbářské dílny a sklad pohonných hmot. Byla započata stavba tunelů, masná výrobna, jatky a stáje, bourárna a expedice. Na staveništi pracuje stále více lidí a stavba začíná přitahovat různé ministerské návštěvy a odborné exkurze. Příkladem může být 28. říjen 1959, kdy masokombinát navštívila delegace komsomolců z Leningradu a Moskvy.
Téhož roku zavádí podnik plyn a díky tomu se na něj napojuje celá obec. Dostavěn byl také činžovní dům Východočeského masného průmyslu čp. 139 s 5 bytovými jednotkami. Byla dokončena vlečka a dostavěny provozní chladírny. Rozestavěny byly 2 činžovní domy – čp. 140 a 141, které byly inspirovány typem ostravských obytných domů. Roku 1959 zdejší pracovníci přikročili jako první v republice k porcování a balení syrového masa. V roce 1960 pokračovala další výstavba. Byly dokončeny výrobní linky, sanitní porážka, jatky, stáje, tunely, sociální zařízení, hlavní čistička, kanalizace odpadních vod, odvodnění vozovek a úprava pozemků.

### Zahájení provozu
Provoz celého masokombinátu byl slavnostně zahájen 28. října 1960 za přítomnosti ministra potravinářského průmyslu Jindřicha Uhra. To již z Březhradu v podniku pracovalo 28 mužů a 30 žen. Také bylo dokončeno připojení na plyn a symbolickou první nemovitostí, do které byl puštěn plyn, byl činžovní dům čp. 139 (16. března). 9. června pozval ředitel závodu Miloš Musil na návštěvu masokombinátu veškeré místní obyvatelstvo.
Provozu se však nevyhnuly i požáry. 22. června vznikl požár v kovárně Pozemních staveb v areálu masokombinátu. Shořela provizorní dřevěná kovárna a skladiště výše jmenovaného podniku. V roce 1960 byly také dokončeny a obydleny činžovní domy čp. 140 a 141.
O rok později se stal masokombinát cílem několika zahraničních návštěv, 30. března maďarské, 5. května brazilské, 2. června dánsko-německé a 12. prosince švýcarské.
V roce 1962 byly dokončeny a osídleny další dva činžovní domy – čp. 142 a 143, každý pro 4 rodiny. Roku 1965 se stalo novinkou to, že 3× týdně byla do vybraných obchodů rozvážena čerstvá, ještě teplá uzenina přímo z udírny. O 4 roky později byla dokončena podniková ubytovna. Na počátku 70. let do závodu dojíždí z Hradce Králové, Pardubic a okolí těchto měst na 639 pracovníků. Problémy jsou však s nerovnoměrnými dodávkami vepřového a hovězího masa. V červnu 1973 na sebe závod upozornil tím, že se v šachtě čisticí stanice smrtelně zranil její zaměstnanec, když se přiotrávil plyny a při vylézání omdlel. Jeho manželka to viděla a při pokusu o jeho záchranu spadla do šachty a utonula. V roce 1974 masný průmysl vystavěl pro své zaměstnance bytovku čp. 158 se 6 byty. Téhož roku závod dodával výrobky do okresů Hradec Králové, Pardubice a Jičín. Auta mířila do 350 prodejen a rozvážela maso pro 400 tisíc lidí.
Roku 1980 byly prováděny vrty pitné vody pro masokombinát. V 80. letech svými výrobky zásoboval více než 400 000 obyvatel okresů Hradec Králové, Pardubice a Jičín, což si vyžádalo i rekonstrukci závodu, probíhající za plného provozu. Roku 1982 probíhala rekonstrukce chlazení, aby se snížila energetická náročnost podniku. V roce 1986 byla dokončena výstavba balíčkárny, podchlazené expedice, umývárny obalů a sociálního zařízení. Následujícího roku byla dokončena první etapa teplofikace závodu. V bourárnách je ročně zpracováno na 12 500 tun opracovaných výsekových mas. V roce 1985 vyráběl závod 34 % produkce balených mas ve Východočeském kraji. To již měl čestný titul „Závod socialistické práce“. Čtyři měsíce před termínem byla 10. srpna 1987 uvedena do zkušebního provozu první etapa rekonstrukce závodu. Koncem listopadu téhož roku byla zkušebně spuštěna i nová čistírna odpadních vod, přičemž ta stará byla nabídnuta městu, které však o ni neprojevilo zájem. Jen krátce před listopadovou revolucí v roce 1989 obdržel masokombinát titul „Závod vzorné kultury práce“.

### Podivná privatizace
V polovině 90. let patřila SALMA k největším masokombinátům na východě Čech. Fond národního majetku založil 30. dubna 1992 akciovou společnost SALMA Hradec Králové, čímž byl zprivatizován masokombinát Březhrad. Kolem tohoto kroku se objevila řada nejasností.
Podivnou privatizací firmy SALMA se zabývala i vláda a poslanecká sněmovna, stejně jako orgány činné v trestním řízení, ale přesto, že třetina akcií podniku určená zemědělské prvovýrobě se za nevyjasněných okolností dostala do rukou jiné skupiny vlastníků, s konečným efektem i vlastníků zahraničních, a z podniku se ztratilo i technologické zařízení, nebylo ničeho dosaženo.

### Zánik firmy
V roce 1996 ve firmě získala majoritu investiční společnost Expandia, která na přelomu let 1997 a 1998 prosadila prodej majetku SALMY masokombinátu Vamberecké maso – uzeniny z Vamberka na Rychnovsku. Vambereckou firmu Expandia v té době také vlastnila. Uzavření kupní smlouvy o prodeji části podniku schválila valná hromada 22. prosince 1997.
Předpoklad, že SALMA poskytne technologie a Vamberk dodá know-how a tradici, však nevyšel. Výroba v SALMĚ se do konce roku 1998 zastavila a záhy se ukázalo, že Vamberk úhradu závazků a směnek po SALMĚ nemůže zvládnout. Vamberecká firma skončila v konkurzu v roce 2001. V té době již byli vlastníky vambereckého podniku i SALMY prvovýrobci v čele se Zemědělským obchodním družstvem Zálší.
25. června 1999 schválila valná hromada vstup Salmy a. s. Hradec Králové do likvidace a 13. června 2003 na ni krajský soud v Hradci Králové prohlásil konkurs. Od té doby se v jejím areálu vystřídala již řada firem.